# Desembargador

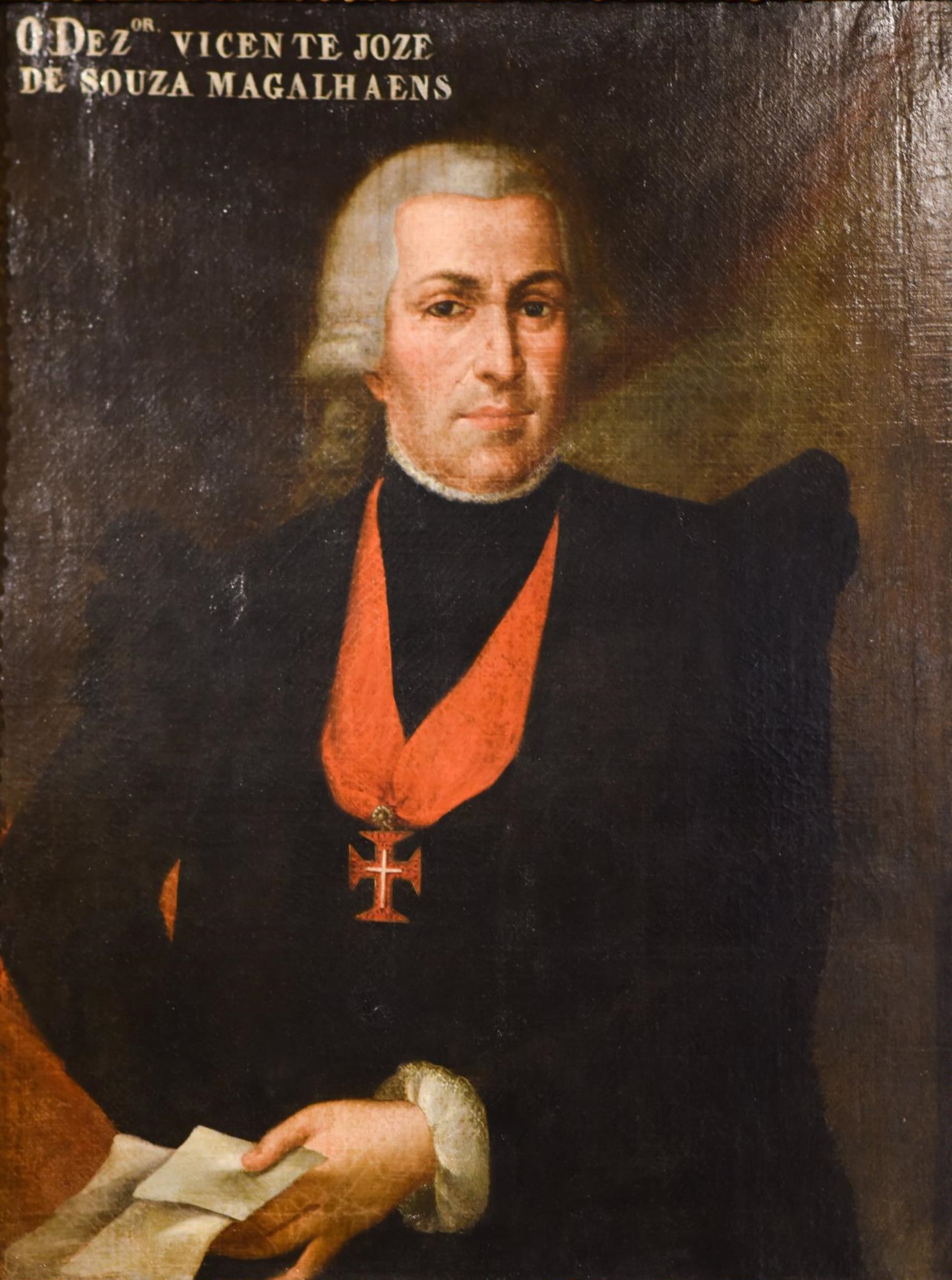
Retrato de um desembargador português oitocentista, Vicente José de Sousa Magalhães

Desembargador é o Magistrado dos Tribunais de Segunda Instância, na Justiça Estadual do Brasil. Em Portugal e outros países de tradição jurídica portuguesa, também existem Juízes Desembargadores, com competência para, dentre outras, rever as decisões proferidas pelos Juízes de Direito de Primeira Instância.
No Brasil, tradicionalmente, apenas os Tribunais de Justiça, que são órgãos da Justiça Estadual, abrigam Desembargadores. Todavia, em alguns estados, juízes de Tribunais do Trabalho ou de Tribunais Federais também são denominados de "Desembargadores do Trabalho" ou "Desembargadores Federais". Em Portugal, são denominados Tribunais da Relação.
O título foi conferido por Dom João II e constou de Lei de 27 de julho de 1882. Na altura, portanto, os desembargadores eram os juízes que removiam os embargos que impediam as petições de chegarem ao rei. No entanto, havia dois tipos de Desembargadores: os do Paço e Petições e os Agravos.

## Brasil
No Brasil Colônia, os recursos podiam ser encaminhados ao Governador das Capitanias ou ao Governador-Geral do Brasil, em Salvador, e podiam chegar até à Corte em Lisboa, para apreciação pelo Rei. Como em regra tais requerimentos ficavam retidos em gavetas, o Rei contava com os Desembargadores do Paço, que auxiliavam na apreciação de tais petições ou súplicas.
Conforme Mário Guimarães, O vocábulo desembargadores, porém, não significa, nem significou jamais o magistrado que julga embargos, no sentido moderno da palavra, senão o que tira os embargos que impedem o processo. Embargos têm aí o sentido vulgar e quase obsoleto de estorvo, impedimento, tropeço, embaraço, etc.. Desembargar é, pois, tirar os embargos, ou sejam, os estorvos. Desembargo toma-se, em português arcaico, como sinônimo de despacho. (...) Em conclusão, o título de desembargador (...) tem por si venerável tradição. Julgando os feitos, sejam apelações, agravos ou embargos, o desembargador os desembarga.
O Magistrado que trabalha em um TRF chama-se Juiz Federal, sendo de primeira ou segunda instância. Não existe um cargo com título de  "Desembargador Federal" no Brasil, mesmo que essa expressão seja geralmente usada para se referir ao Magistrado que trabalha nos Tribunais Regionais Federais (TRFs). Apesar de a Constituição Federal declarar que os Magistrados de Tribunais Federais são Juízes Federais conforme o Art.107, caput, ainda assim é comum observar, inclusive em sites oficiais e mesmo em regimentos internos de Tribunais Federais o uso do termo Desembargador Federal.